# 가곡초등학교 (경북)
가곡초등학교는 경상북도 영양군 일월면 가곡리 220에 있었던 초등학교이다.

## 연혁
- 1948년 3월 5일 공립국민학교 설립 인가
- 1949년 10월 15일 가곡국민학교 개교
- 1950년 4월 1일 일월국민학교 학생 일부 편입학 및 3학급 편성
- 1984년 3월 5일 병설유치원 개원
- 1996년 3월 1일 가곡초등학교 개칭
- 1998년 3월 1일 폐교 및 일월초등학교 통합